# Чатылькы (приток Худосея)
Чатылькы (устар. Читаль-Кы) — река в России, протекает в Красноярском крае. Устье реки находится в 221 км по правому берегу реки Худосей. Длина реки составляет 74 км.
- В 1 км от устья по левому берегу реки впадает река Копыльчурылькы.
- В 3 км от устья по правому берегу реки впадает река Пюрмалькы.
- В 26 км от устья по левому берегу реки впадает река Хайрюзовая.

## Данные водного реестра
По данным государственного водного реестра России относится к Нижнеобскому бассейновому округу, водохозяйственный участок реки — Таз. Речной бассейн реки — Таз.
Код объекта в государственном водном реестре — 15050000112115300068988.